# Joseph Aloysius Kessler
Joseph Aloysius Kessler, né le 12 août 1862 à Louis (Ostrogovka) dans l'Empire russe, et mort le 9 décembre 1933 à Zinnowitz en Allemagne, est un prélat catholique allemand de la Volga, ancien sujet de l'Empire russe, qui fut le dernier archevêque de Tiraspol et avait donc la juridiction sur tous les catholiques de Russie méridionale et de Sibérie.

## Biographie
Joseph Aloysius Kessler naît à Louis, village de colons allemands, dans l'ouiezd de Novoouzensk près de Saratov au sein d'une famille d'Allemands de la Volga. Il fait son séminaire à Saratov à l'issue duquel il est ordonné prêtre en 1889. Il devient vicaire à Saratov et enseigne au séminaire. Il est maître en théologie de l'académie impériale de théologie de Saint-Pétersbourg. En 1892, il est nommé au doyenné de Simféropol et en 1895 curé à Sulz. Il est nommé curé à Kichinev en 1899, puis inspecteur du séminaire de Saratov en 1903, et nommé chanoine en 1904 à la procathédrale Saint-Clément de Saratov.

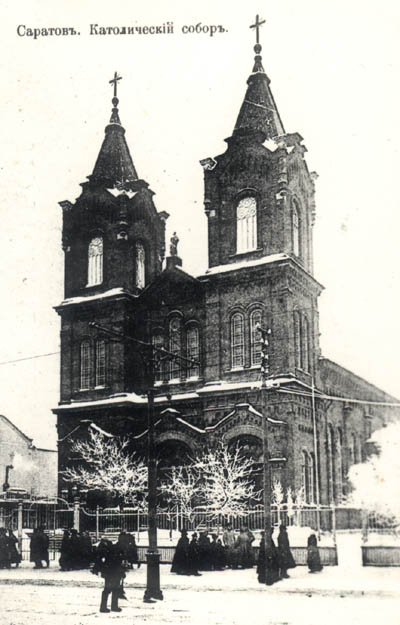
Façade de la procathédrale Saint-Clément vers 1900

Sa carrière prend un tournant lorsqu'il est nommé par le pape Pie X évêque de Tiraspol avec résidence à Saratov, le 1er avril 1904, succédant à Mgr Eduard von der Ropp. Résidence où il s'installe en octobre 1904, après sa consécration qui a lieu le 28 octobre en l'église Sainte-Catherine de Saint-Pétersbourg. Il travaille à améliorer la formation et la spiritualité de son clergé. Il agrandit le séminaire de Saratov, fonde une maison d'édition de littérature religieuse, soutient les congrégations masculines et féminines locales et visite régulièrement les différents doyennés de cet immense diocèse parcourant des milliers de kilomètres. Il a ainsi conféré le sacrement de confirmation à près de soixante-quinze mille enfants. L'abbé Antoni Czerwiński (martyr de la foi) lui sert de secrétaire de 1906 à 1911.
Mgr Kessler fuit Saratov à pied le 14 octobre 1918, juste avant l'arrivée des bolchéviques. Il arrive à Odessa qui est encore tenue par les blancs, mais pour peu de temps. Le nouveau pouvoir découvre au grand séminaire une lettre par laquelle il excommuniait tout catholique de sa juridiction collaborant avec les bolchéviques. L'archevêque est donc poursuivi dans tout le pays, mais il arrive à quitter clandestinement la Russie après avoir traversé la Bessarabie, et il s'installe deux ans dans le village isolé de Krasna Huta, village de colons polonais de Bucovine, où il exerce un simple ministère de prêtre.
Il se rend le 3 janvier 1922 aux États-Unis dans le Kansas afin de réunir des fonds (trente-deux mille dollars) auprès des descendants d'Allemands pour acheter des vivres à destination des victimes de la grande famine qui frappe les terres natales de sa Volga au moment de la collectivisation et de la dékoulakisation et fait des milliers de victimes chez les paysans, tant allemands, ukrainiens que russes. Puis il s'installe à Berlin. Il est nommé par Pie XI archevêque titulaire du Bosphore (de) le 23 janvier 1930 et passe ensuite le reste de sa vie sur les bords de la Baltique à Zinnowitz, où il meurt.
Il est enterré à Ornbau en Bavière auprès d'un autre prélat de Tiraspol, Franz von Zottmann.